# Hudson Component Cars

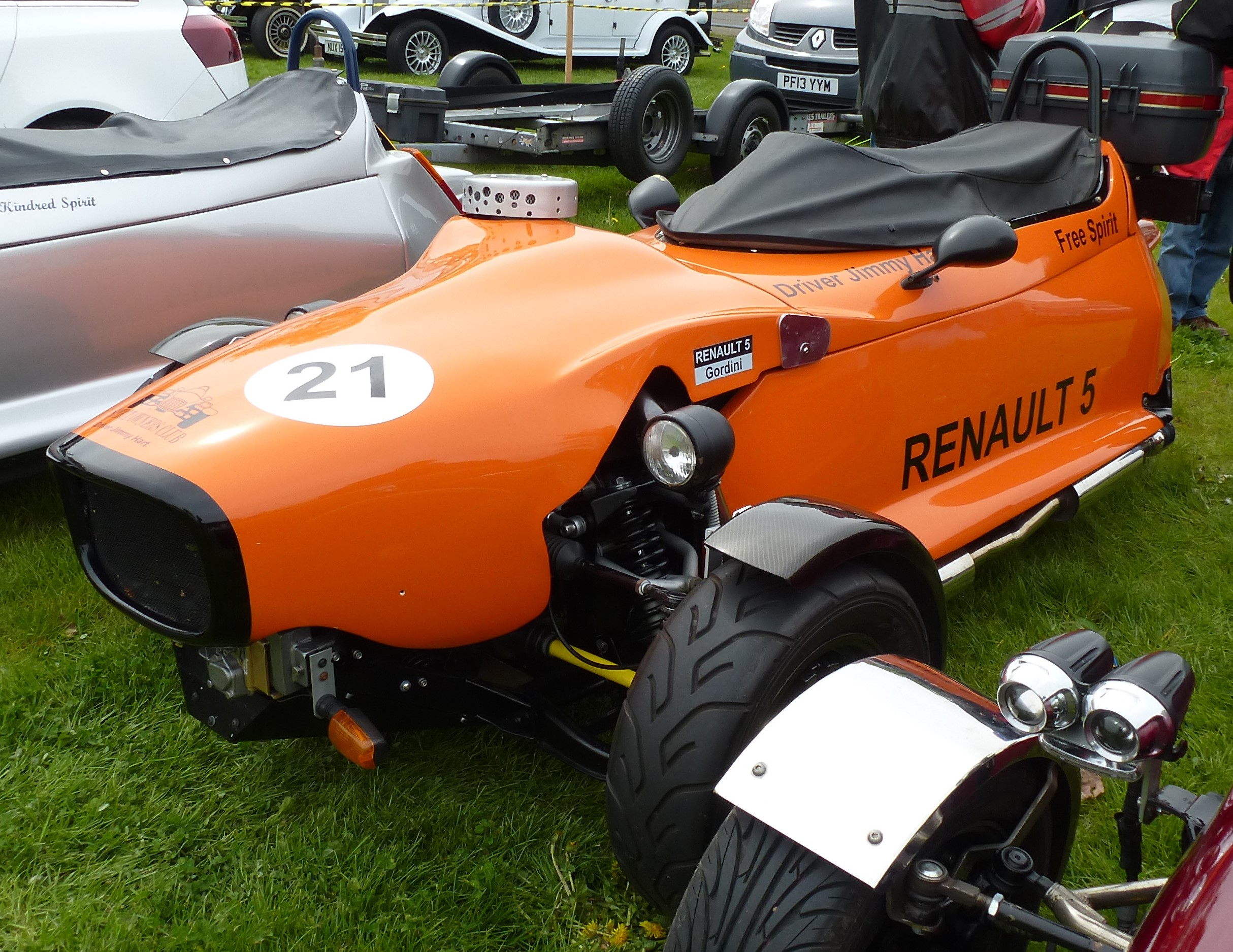
Hudson Free Spirit

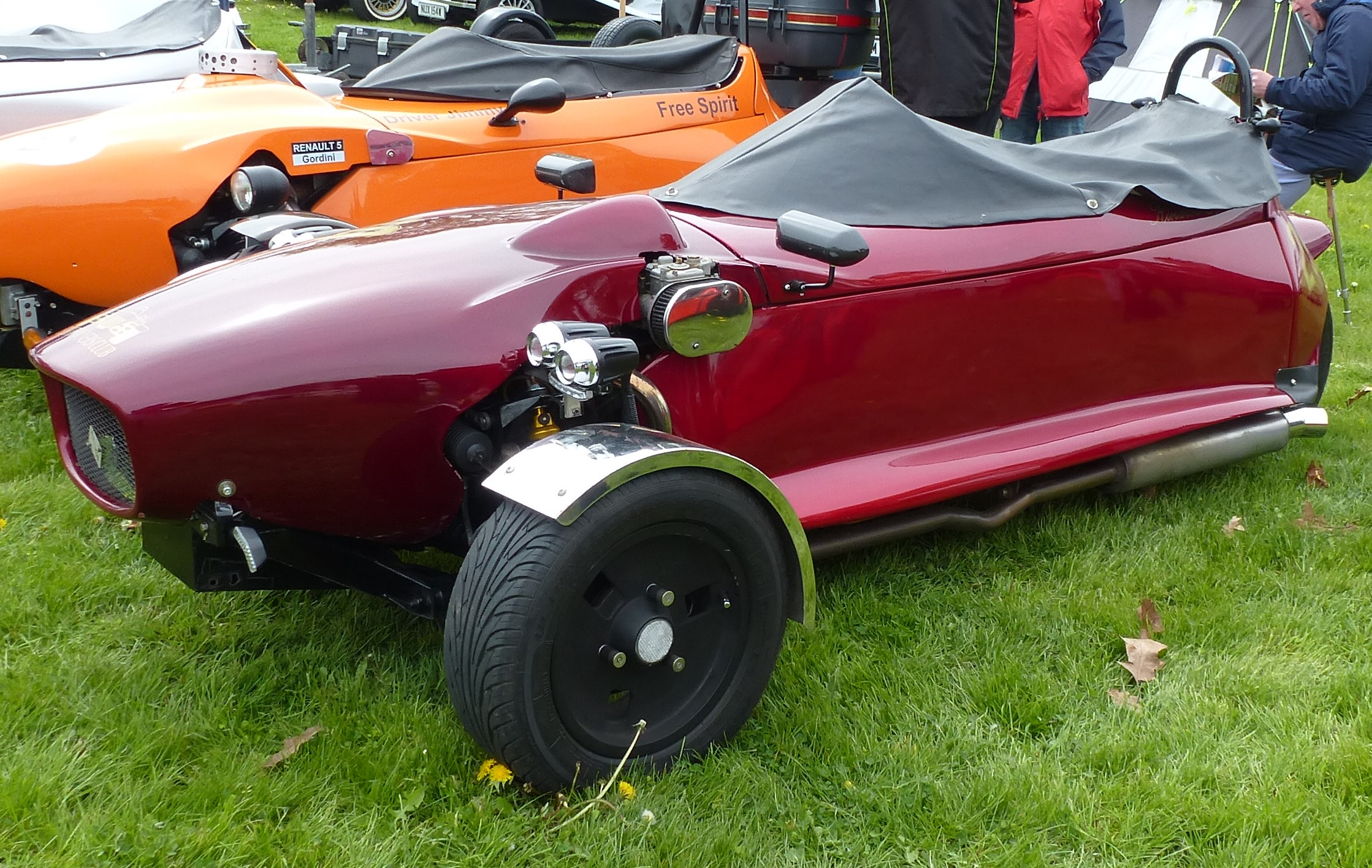
Hudson Kindred Spirit

Hudson Component Cars war ein britischer Hersteller von Automobilen.

## Unternehmensgeschichte
Ray Webb gründete 1990 das Unternehmen in Norwich in der Grafschaft Norfolk. Er begann mit der Produktion von Automobilen und Kits. Der Markenname lautete Hudson. 1999 endete die Produktion. Wizard Cars setzte die Produktion unter Beibehaltung des Markennamens bis 2003 fort. Insgesamt entstanden etwa 18 Exemplare.

## Fahrzeuge
Der Free Spirit war ein Dreirad mit einzelnem Hinterrad. Die Basis bildete ein spezieller Gitterrohrrahmen. Darauf wurde eine offene einsitzige Karosserie aus Kunststoff montiert. Viele Teile wie der Vierzylindermotor kamen vom Renault 5.
Der ähnliche Kindred Spirit war etwas länger und bot zwei Personen hintereinander Platz. Er war etwas erfolgreicher. Von beiden Modellen entstanden zusammen bis 2003 etwa 17 Exemplare.
Der Mystic hatte vier Räder sowie einen großen Heckflügel. Obwohl von 1992 bis 1993 angeboten, blieb er ein Einzelstück.
Darüber hinaus wurde 1994 ein kleiner Roadster namens Rose präsentiert.